# Centre spatial guyanais
Centre spatial guyanais (fransk) (CSG, "Guyansk Rumcenter") er en fransk (europæisk) rumhavn i Fransk Guyana i Sydamerika. CSG ligger i kommunen Kourou. Kourou er også navnet på en by, og et canton, som dækker samme areal som kommunen. CSG ligger på 5° 14’ og udenfor orkanzonen. Da Jorden roterer med 1.667 km/t på CSGs breddegrad, får raketter ved en østvendt opsendelse et farttilskud på 463 m/s. I 1964 blev CSG etableret som kompensation for Frankrigs tabte raketbase Hammaguir i den algeriske ørken. Den franske rumfartsstyrelse CNES (Centre National d’Etudes Spatiales) havde undersøgt 14 mulige steder blandt DOM-TOM (DOM= Departement d'outre mér og TOM=Territoire d'outre Mér) DOm er således en del af EU, og Kourou havde flest fordele. Der var højst 50.000 indbyggere så sandsynligheden for løsrivelse var minimal og skade på befolkningen er ringe fordi man sender raketterne ud over havet både i østlig retning, men også i det polære omløb mod nord. Raketter kunne opsendes i kompasretningen 1,5° til 100,5° og adgangsvejene var gode. Kouroufloden tillader pramme at sejle rakettrin fra Cayennehavnen ind i junglen til raketbasen.
Første opsendelse fra CSG var en suborbital Veronique-raket i april 1968 fra ALFS-1 (Aire de Lancement Fusee-Sondes). Fra d. 10. marts 1970 til d. 26. september 1975 opsendte DiamantB-raketten syv småsatellitter fra Aire de Lancement Diamant-rampen. Den europæiske raketorganisation ELDO valgte Woomera i Australien til raketbase for den mislykkede Europa-raket. Efter 355 raketopsendelser blev CSG lagt i mølpose i september 1975 og raketramperne fik lov til at forfalde. I 1977 blev CSG aktuel igen efter at ESA besluttede at deres fremtidige Arianeraket skulle opsendes fra CSG i stedet for Australien. Raketrampen ELA-1 (l'Ensemble de Lancement Ariane) blev bygget til Arianeraketten 18 km fra den nærmeste bebyggelse. Den har flammegrave til at aflede udstødningen fra rampen under starten ligesom alle andre ramper. Der er et servicetårn til optankning af raketten. Hangaren omgiver raketten under samlingen og sluttest. Herefter køres raketten på et sæt dobbetlskinner 1,2 km væk til brændstoffyldetårnet. Hangaren har airconditionanlæg og et øvre støvfrit rum til satellitklargøring. I 1986 blev ELA-2 taget i brug til supplement af ELA-1 og i 1996 blev Ariane 5’s ELA-3 operativ. Den første Ariane 1 opsendes 24 december 1979. Der er dansk deltagelse på dette projekt med bl.a. styrebokse til rakettrinene. Basen er løbende udbygget med opsendelses steder for Ariane 1, for Ariane 5 og for Sojuz. Ariane 5 anvender som brændstof kun det ugiftige ilt og brint, der produceres lokalt. Der er også en fabrik for fremstilling af ekstra løfteraketter med faststofbrændsel på stedet. Der er gjort klar til en nyere version 6, der vil være klar omkring 2021- jomfrurejse i 2020.
Alle raketopsendelser fra CSG kontrolleres fra Jupiterbygningen.

## Opsendelser

### Vega
Syv lande i ESA samarbejder om en mindre løfteraket Vega. Vega er beregnet til opsendelse af 1,5 ton i op til 700 km høje baner. ELA-1 er blevet ombygget til ELV (l'Ensemble de Lancement Vega) og d. 13. februar 2012 blev den første Vega-raket opsendt med ni satellitter om bord.

### Sojuz-Fregat
ESA har et tæt samarbejde med Starsem der sælger billige russiske raketopsendelser. Raketten Sojuz-Fregat har opsendt nogle af ESA’s rumsonder og opsendes normalt fra Bajkonur-kosmodromen. Den ligger på 46. breddegrad (farttilskud på 324 m/s), derfra vil Sojuz-Fregat kun kunne opsende 1,7 ton til GTO – fra CSG kan den opsende 2,8 ton. ELS (l’Ensemble de Lancement Soyouz) opsendte den første Sojuz-Fregat fra CSG d. 21. oktober 2011 med de to første operative satellitter i det europæiske navigationssystem Galileo.